# Benārkabūd-e Do
Benārkabūd-e Do (persiska: بنار کبود دو) är en ort i Iran.   Den ligger i provinsen Lorestan, i den västra delen av landet, 400 km sydväst om huvudstaden Teheran. Benārkabūd-e Do ligger 1 278 meter över havet och antalet invånare är 263.
Terrängen runt Benārkabūd-e Do är kuperad, och sluttar österut. Runt Benārkabūd-e Do är det ganska tätbefolkat, med 62 invånare per kvadratkilometer. Närmaste större samhälle är Malekābād-e Somāq, 8,0 km nordväst om Benārkabūd-e Do. Omgivningarna runt Benārkabūd-e Do är i huvudsak ett öppet busklandskap.